# 運判
運判，中國古代官職之一。在清朝，此官職配置於朝廷之地方部門，如：運鹽司；品等為從六品。該官職主要聯繫鹽場與戶部鹽務主官管，是官鹽系統的中低階官員。1910年代，清朝滅亡後，該官職廢除。